# Krzekotówek
Krzekotówek – wieś w Polsce położona w województwie dolnośląskim, w powiecie głogowskim, w gminie Kotla.

## Podział administracyjny
W latach 1975–1998 miejscowość administracyjnie należała do województwa legnickiego.